# ويل كيمبروف
ويل كيمبروف (بالإنجليزية: Will Kimbrough)‏ هو مغن مؤلف وكاتب أغاني ومنتج أسطوانات أمريكي، ولد في 1 مايو 1964 في موبيل في الولايات المتحدة.

## وصلات خارجية
- الموقع الرسمي
- ويل كيمبروف على موقع ميوزك برينز (الإنجليزية)
- ويل كيمبروف على موقع ديسكوغز (الإنجليزية)